# Ga bộ y tế công cộng MRT
Ga bộ y tế công cộng (tiếng Thái: สถานีกระทรวงสาธารณสุข, RTGS: Sathani Krasuang Satharanasuk) là một ga Bangkok MRT trên Tuyến Tím. Nhà ga mở cửa ngày 6 tháng 8 năm 2016 nằm trên đường Tiwanon ở tỉnh Nonthaburi. Nhà ga có bốn lối vào. Nó nằm gần trụ sở của bộ y tế công cộng, đối diện Bệnh viện Srithanya.